# فرنسا خلال الحرب العالمية الثانية
كانت فرنسا واحدة من أكبر القوى العسكرية التي تعرضت للاحتلال كجزء من الجبهة الغربية في الحرب العالمية الثانية. كانت الجبهة الغربية مسرحًا عسكريًا للحرب العالمية الثانية، وضمت الدنمارك والنرويج ولوكسمبورج وبلجيكا وهولندا والمملكة المتحدة وفرنسا وإيطاليا وألمانيا.
تميزت الجبهة الغربية بمرحلتين من العمليات القتالية واسعة النطاق.شهدت المرحلة الأولى استسلام هولندا وبلجيكا وفرنسا خلال شهري مايو ويونيو 1940 بعد هزيمتهم في الأراضي المنخفضة والنصف الشمالي من فرنسا، واستمرت في حرب جوية بين ألمانيا وبريطانيا بلغت ذروتها بمعركة بريطانيا.
بعد الاستسلام، أصبحت فرنسا تحكمها فرنسا الفيشية برئاسة المشير فيليب بيتان. من عام 1940 إلى عام 1942، وبينما كان نظام فيشي هو الحكومة الاسمية لكل فرنسا باستثناء الألزاس واللورين، احتل الألمان والإيطاليون شمال وجنوب شرق فرنسا عسكريا. ولم تتحرر فرنسا إلا في عام 1944، عندما أعاد الغزو الذي قادته قوات الحلفاء الحكومة الفرنسية إلى السلطة.

## المواضيع
فيما يلي مقالات حول فرنسا خلال الحرب العالمية الثانية:
- خط ماجينو وخط جبال الألب للتحصينات والدفاعات على طول الحدود مع ألمانيا وإيطاليا
- إعلان فرنسا الحرب على ألمانيا النازية — الساعة 17:00 يوم 3 سبتمبر 1939.
- الحرب الزائفة هو الاسم الذي أطلق على الفترة الزمنية في أوروبا الغربية من سبتمبر 1939 إلى أبريل 1940 عندما لم يكن هناك أي قتال تقريبًا ولم يتم إسقاط أي قنابل بعد الهجوم الخاطف على بولندا في سبتمبر 1939.
  - ماكسيم ويغان، القائد الأعلى؛ كان هناك نشاط عسكري قليل بين هزيمة بولندا في أكتوبر 1939 وأبريل 1940.
  - تأسيس المجلس الأعلى للحرب بين إنجلترا وفرنسا لتنظيم استراتيجية مشتركة ضد ألمانيا.
- معركة فرنسا في مايو ويونيو 1940، حيث أدى الانتصار الألماني إلى سقوط الجمهورية الفرنسية الثالثة.

### فرنسا الفيشية
- فرنسا الفيشية، الدولة العميلة لألمانيا التي تأسست في يونيو 1940 في المنطقة الحرة غير المحتلة، كانت محايدة ومستقلة رسميًا حتى غزوها المحور في نوفمبر 1942.
  - المشير فيليب بيتان، الزعيم الرئيسي لنظام فيشي.
  - بيير لافال، رئيس الحكومة 1942-1944
  - جيش الهدنة
  - البحرية الفرنسية
  - القوات الجوية الفرنسية في فيشي
  - ميليس
    - فرانك جارد
    - مجموعة متنقلة من الاحتياطي

  - الحرس
  - إغراق الأسطول الفرنسي في تولون.
  - خدمة العمل الإلزامي - توفير المواطنين الفرنسيين كعمال قسريين في ألمانيا.
- احتلال المحور لفرنسا:
  - الاحتلال الألماني لفرنسا خلال الحرب العالمية الثانية - 1940-1944 في المناطق الشمالية، و1942-1944 في المنطقة الجنوبية.
    - الهولوكوست في فرنسا.

  - الاحتلال الإيطالي لفرنسا خلال الحرب العالمية الثانية - كان يقتصر على مناطق الحدود 1940-1942، وجميع أراضي الضفة اليسرى لنهر الرون تقريبًا 1942-1943.

## فرنسا الحرة
- شارل ديغول، الزعيم الرئيسي.
- فرنسا الحرة، الحكومة المؤقتة في لندن التي كانت تسيطر على الأراضي غير المحتلة والمحررة، والقوات الخاضعة لسيطرتها، والتي كانت تقاتل إلى جانب الحلفاء بعد نداء 18 يونيو الذي أطلقه زعيمها الجنرال ديغول.
  - جيش التحرير الفرنسي تشكل في 1 أغسطس 1943 من خلال دمج جميع وحدات فرنسا الحرة الأخرى، وخاصة جيش إفريقيا.
  - قوات الداخل الفرنسية عناصر المقاومة الموالية للندن والتي تخضع لقيادتها العسكرية العملياتية.
  - القوات الجوية الفرنسية الحرة.
  - القوات البحرية الفرنسية الحرة.
  - المقاومة الفرنسية والمجلس الوطني للمقاومة الذي قام بتنسيق المجموعات المختلفة التي تشكل المقاومة.
  - الاحتلال الياباني والتايلاندي للهند الصينية الفرنسية - بدأ بالغزو الياباني في سبتمبر 1940 ثم بالحرب الفرنسية التايلاندية التي بدأت في أكتوبر 1940.
- تحرير فرنسا
  - عملية أوفرلورد - غزو شمال فرنسا من قبل الحلفاء الغربيين في يونيو 1944.
  - عملية دراغون - غزو جنوب فرنسا من قبل الحلفاء الغربيين في أغسطس 1944.
  - تحرير باريس - تحرير العاصمة الفرنسية في أغسطس 1944.
- تقدم الحلفاء من باريس إلى نهر الراين - تقدم (باعتبارها الجناح الأيمن للجبهة الغربية) إلى الألزاس واللورين في عام 1944.
- غزو الحلفاء الغربيين لألمانيا - غزو (باعتباره الجناح الأيمن للجبهة الغربية) لبادن فورتمبيرغ في عام 1945.

## قراءة إضافية
- كيدوارد، رودريك. "فرنسا" في ICB Dear وMRD Foot، المحررون. الدليل الأكسفوردي للحرب العالمية الثانية (2003) ص 391-408. متاح على الإنترنت في Oxford Reference.